# Pseudophegopteris pyrrhorachis
Pseudophegopteris pyrrhorachis är en kärrbräkenväxtart. Pseudophegopteris pyrrhorachis ingår i släktet Pseudophegopteris och familjen Thelypteridaceae.

## Underarter
Arten delas in i följande underarter:
- P. p. distans
- P. p. laterepens
- P. p. pyrrhorachis